# (100282) 1995 BZ7
(100282) 1995 BZ7 es un asteroide perteneciente al cinturón de asteroides, descubierto el 29 de enero de 1995 por el equipo del Spacewatch desde el Observatorio Nacional de Kitt Peak, Arizona, Estados Unidos.

## Designación y nombre
Designado provisionalmente como 1995 BZ7.

## Características orbitales
1995 BZ7 está situado a una distancia media del Sol de 2,725 ua, pudiendo alejarse hasta 2,864 ua y acercarse hasta 2,587 ua. Su excentricidad es 0,050 y la inclinación orbital 2,367 grados. Emplea 1643 días en completar una órbita alrededor del Sol.

## Características físicas
La magnitud absoluta de 1995 BZ7 es 16,1.